# Pelle d'uomo
Pelle d'uomo (Peau d'homme) un fumetto scritto e disegnato dagli autori francesi Hubert e Zanzim. L'opera è stata pubblicata in lingua originale nel 2020 dalla casa editrice Glénat, mentre in Italia è stata pubblicata per la prima volta nel 2021 da Bao.

## Sinossi
Ambientato in Italia durante il Rinascimento, questo fumetto ha per protagonista la giovane nobildonna Bianca, promessa in sposa allo sconosciuto Giovanni. Prima delle nozze, indispettita dal fatto di dover sposare una persona che non ama e di cui non sa nulla, Bianca decide di utilizzare uno strano manufatto che le donne della sua famiglia si tramandano da generazioni: si tratta di una pelle d'uomo da indossare come un abito che le consente di essere scambiata per un giovane ragazzo di nome Lorenzo. Sotto mentite spoglie, Bianca esplora il mondo degli uomini e scopre l'omosessualità del marito.

## Premi e riconoscimenti
- Gran premio RTL dei fumetti (2020)
- Premio de la BD du Point (2020)
- Premio Landerneau (2020)
- Premio Wolinski[1] (2020)
- Gran premio della critica ACBD[2] (2020)
- Fauve des lycéens al Festival d'Angoulême (2021)

## Edizioni
- Hubert e Zanzim, Pelle d'uomo, traduzione a cura di Francesco Savino, Bao, 2021,  p. 160, ISBN 978-88-3273-567-3.